# Helgard Marzolf
Helgard Marzolf, née le 19 novembre 1983, est une kayakiste française de descente.
Elle est la sœur du céiste Harald Marzolf.

## Carrière
Elle est médaillée de bronze de K-1 sprint individuel ainsi que de K-1 classique par équipe aux Championnats du monde de descente 2006 à Karlovy Vary avec Laëtitia Parage et Nathalie Gastineau.